# Grotta di ghiaccio Narusawa
La Grotta di ghiaccio Narusawa (in giapponese 鳴沢氷穴?, Narusawa Hyōketsu) è un tunnel di lava situato nella foresta di Aokigahara, nella parte che appartiene al villaggio di Narusawa, nella prefettura di Yamanashi, in Giappone. 

## Descrizione
È uno dei tre tunnel di lava più grandi ai piedi del Fuji, sul versante settentrionale: le altre due grotte sono la Grotta del vento Fugaku e la Grotta dei pipistrelli del lago Sai. Tutte e tre furono designate come Monumenti naturali del Giappone nel 1929.

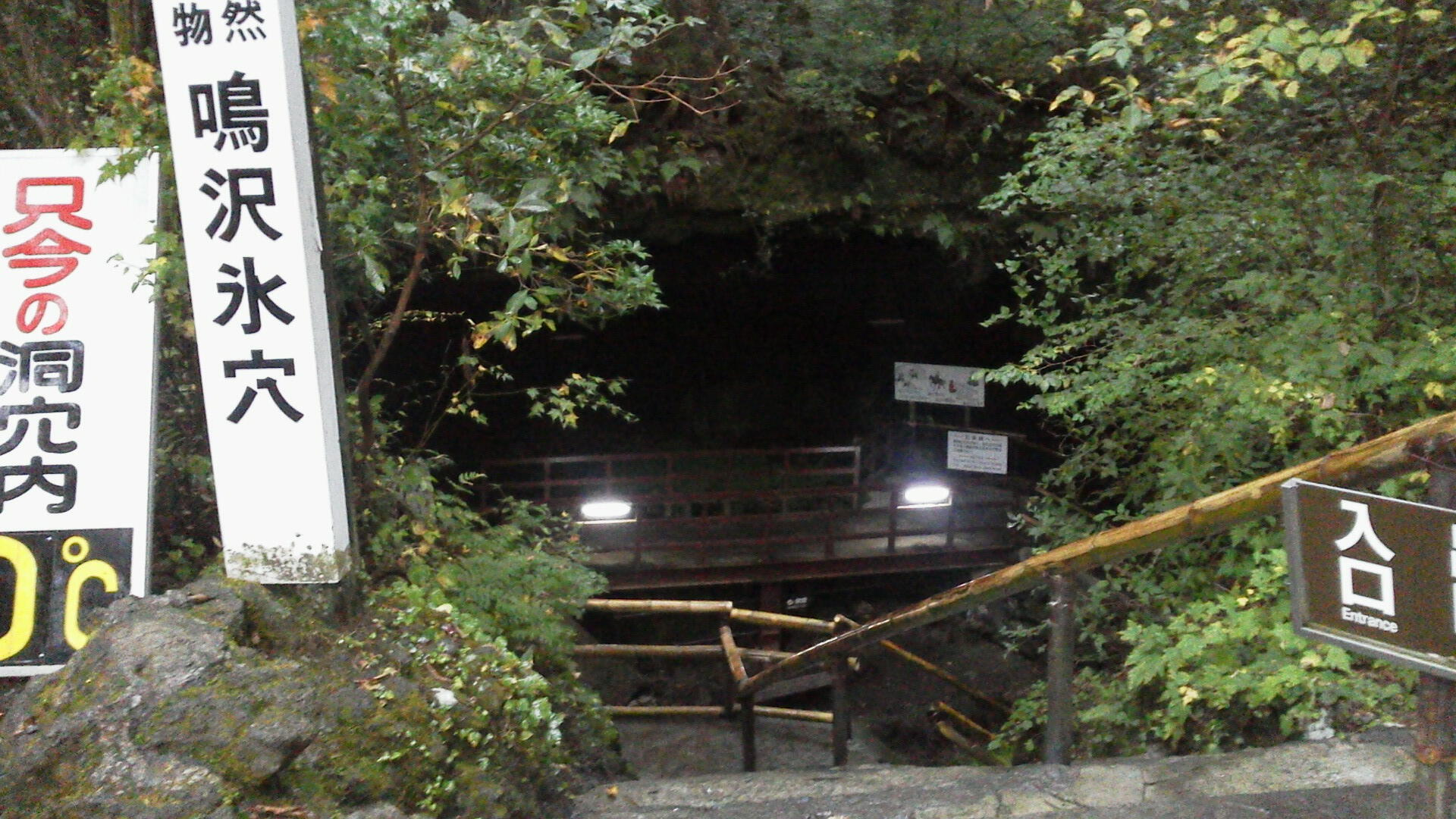
L'ingresso alla grotta di ghiaccio di Narusawa

La grotta di ghiaccio di Narusawa è lunga 156 metri misurata lungo il percorso del visitatore con due lobi, con una larghezza compresa tra 1,5 e 11 metri e un'altezza tra uno e 3,6 metri. La temperatura media all'interno della grotta è di circa 3 °C.
La grotta è stata a lungo utilizzata come frigorifero naturale. Durante il periodo Edo, il ghiaccio scavato in questa grotta veniva inviato allo shōgun e al suo entourage a Edo. Durante i primi anni del 1900, il ghiaccio prodotto qui era stato usato come frigorifero prima dell'arrivo del frigorifero elettrico.

## Accessi
La Grotta di Narusawa si trova sulla Japan National Route 139, il trasporto pubblico di autobus è disponibile dalla stazione Kawaguchiko della ferrovia Fujikyūkō. In auto, a circa 30 minuti dall'uscita del lago Kawaguchi dell'autostrada Chūō.